# This Time (álbum de Waylon Jennings)
This Time es un álbum de estudio del músico estadounidense Waylon Jennings, publicado en abril de 1974 a través de RCA Records.

## Recepción de la crítica
Un escritor no especificado de Billboard escribió: “Utilizando los servicios de su buen amigo, Willie Nelson, Waylon se apega a su estilo y complace a todos. Un par de canciones tienen letras excepcionalmente fuertes. Prácticamente todo lo que hay en la cara B del álbum funciona como sencillo, al igual que «Heaven or Hell» de la cara A”. Un escritor no especificado de la revista Cash Box comentó: “El poder vocal de Waylon siempre ha demostrado ser una fuente de emulación para otros artistas y su destreza y habilidad como cantante no tienen comparación en su género particular. Categorizado arbitrariamente como ‘alma campestre’, Waylon realmente puede lamentarse. Sus diversos talentos también lo llevan a arreglar todo el LP y coproducirlo con su amigo Willie Nelson”. Un escritor no especificado de Record World escribió: “La voz profundamente rica de Waylon se ve realzada por la excelente producción de Waylon y Willie Nelson, con un toque especial de Don Brooks en la armónica”.

## Lista de canciones
| Lado uno |                     |                  |          |  |
| N.º      | Título              | Escritor(es)     | Duración |  |
| 1.       | «This Time»         | Waylon Jennings  | 2:24     |  |
| 2.       | «Louisiana Women»   | J. J. Cale       | 3:58     |  |
| 3.       | «Pick Up the Tempo» | Willie Nelson    | 2:29     |  |
| 4.       | «Slow Rollin' Low»  | Billy Joe Shaver | 2:42     |  |
| 5.       | «Heaven or Hell»    | Nelson           | 1:37     |  |

| Lado dos |                                    |              |          |  |
| N.º      | Título                             | Escritor(es) | Duración |  |
| 1.       | «It's Not Supposed to Be That Way» | Nelson       | 3:28     |  |
| 2.       | «Slow Movin' Outlaw»               | Dee Moeller  | 3:35     |  |
| 3.       | «Mona»                             | Jessi Colter | 2:46     |  |
| 4.       | «Walkin'»                          | Nelson       | 2:23     |  |
| 5.       | «If You Could Touch Her at All»    | Lee Clayton  | 3:02     |  |

- Los lados uno y dos fueron combinados como pista 1–10 en la reedición de CD.

| Bonus tracks (1999 Buddha Records reissue) |                                                                                   |                                        |          |  |
| N.º                                        | Título                                                                            | Escritor(es)                           | Duración |  |
| 11.                                        | «That'll Be the Day» (previously unreleased)                                      | Jerry Allison Buddy Holly Norman Petty | 2:25     |  |
| 12.                                        | «It Doesn't Matter Anymore» (previously unreleased)                               | Paul Anka                              | 2:56     |  |
| 13.                                        | «Lady in the Harbor» (original version, previously unreleased)                    | Allison Sonny Curtis Doug Gilmore      | 3:42     |  |
| 14.                                        | «Medley: I. «Well All Right» II. «It's So Easy» III. «Maybe Baby» IV. «Peggy Sue» | Petty Holly Allison Joe Mauldin        | 6:07     |  |
| 15.                                        | «If You're Goin' Girl» (previously unreleased)                                    | Bobby Bond                             | 3:45     |  |

## Créditos y personal
Créditos adaptados desde las notas de álbum de This Time.
Músicos
- Waylon Jennings – voces, guitarra rítmica, guitarra líder
- Fred Newell – guitarra rítmica, guitarra líder
- Larry Whitmore – guitarra rítmica
- Reggie Young – guitarra líder
- Willie Nelson – guitarra líder
- Ralph Mooney – steel guitar, dobro
- Duke Goff – bajo eléctrico
- Richie Albright – batería
- Don Brooks – armónica
- Jessi Colter – piano, órgano
- Kyle Lehning – piano, órgano, trompeta
- Dee Moeller – piano, órgano

Personal técnico
- Waylon Jennings – productor, arreglos
- Willie Nelson – productor
- John Donegan – fotografía
- Herb Burnette – director artístico

## Posicionamiento

### Gráfica semanal
| Gráfica (1974)                              | Pico de posición |
| ------------------------------------------- | ---------------- |
| Estados Unidos (Billboard Hot Country LP's) | 4                |
| Estados Unidos (Cash Box Top Country LP's)  | 3                |

### Gráfica de fin de año
| Gráfica (1974)                              | Pico de posición |
| ------------------------------------------- | ---------------- |
| Estados Unidos (Billboard Hot Country LP's) | 16               |
| Estados Unidos (Cash Box Top Country LP's)  | 29               |